# هيربيرت تسيمرمان
هيربيرت تسيمرمان (بالألمانية: Herbert Zimmermann)‏ ، من مواليد 1 يوليو 1954 ، لاعب كرة قدم ألماني سابق.
لعب مع منتخب ألمانيا لكرة القدم.

## روابط خارجية
- هيربيرت تسيمرمان على موقع ميوزك برينز (الإنجليزية)
- هيربيرت تسيمرمان على موقع ديسكوغز (الإنجليزية)
- هيربيرت تسيمرمان على موقع الاتحاد الدولي (مؤرشف)  (الإنجليزية)
- هيربيرت تسيمرمان على موقع الاتحاد الأوربي (الإنجليزية)
- هيربيرت تسيمرمان على موقع قاعدة بيانات كرة القدم.إي يو (الإنجليزية)
- هيربيرت تسيمرمان على موقع بيانات كرة القدم. دي إي (الألمانية)
- هيربيرت تسيمرمان على موقع ناشيونال فوتبول تيمز (الإنجليزية)
- هيربيرت تسيمرمان على موقع عالم كرة القدم.نت (الإنجليزية)